# Stargate TCG
Stargate TCG è un gioco di carte collezionabili basato sulla serie televisiva Stargate SG-1. È realizzato sia per giocare online sia in formato cartaceo, ed è stato commercializzato in aprile 2007.
Il primo set di carte è basato sulla serie SG1, successivamente sono state distribuite altre carte per ampliare questo set e introdurre carte basate su Stargate Atlantis.